# Ritika Singh
Ritika Mohan Singh (Mumbai, 16 dicembre 1994) è un'attrice ed ex kickboxer indiana.

## Carriera sportiva
Ha partecipato ai Giochi asiatici indoor 2009 e alla Super Fight League 2012.

## Filmografia parziale
- Irudhi Suttru/Saala Khadoos, regia di Sudha Kongara (2016)
- Aandavan Kattalai, regia di M. Manikandan (2016)
- Guru, regia di Sudha Kongara (2017)
- Shivalinga, regia di P. Vasu (2017)
- Neevevaro, regia di Hari Nath (2018)
- Oh My Kadavule, regia di Ashwath Marimuthu (2020)

## Premi
- National Film Awards
  - 2016: "Special Jury Award" (Irudhi Suttru)
- Filmfare Awards
  - 2016: "Best Female Debut" (Saala Khadoos)
- Filmfare Awards - South
  - 2017: "Best Actor Female" (Irudhi Suttru)
  - 2018: "Critics Award for Best Actress" (Guru)
- South Indian International Movie Awards
  - 2017: "Best Debutant Female Award" (Irudhi Suttru)
- Zee Cine Awards
  - 2016: "Best Female Debutant" (Saala Khadoos)
- IIFA Utsavam 
  - 2016: "Best Actor Female" (Irudhi Suttru)
- Ananda Vikatan Cinema Awards 
  - 2016: "Best Actress Award" (Irudhi Suttru)
- Zee Telugu Golden Awards
  - 2018: "Best Find of the Year 2017" (Guru)